# Cupressus religiosa
Cupressus religiosa là một loài thực vật hạt trần trong họ Cupressaceae. Loài này được Lavallée mô tả khoa học đầu tiên năm 1877.